# Anthophora forbesi
Anthophora forbesi là một loài Hymenoptera trong họ Apidae. Loài này được Cockerell mô tả khoa học năm 1907.